# Bulbul de Lorenz
Phyllastrephus lorenzi
Espèce
Le Bulbul de Lorenz (Phyllastrephus lorenzi) est une espèce de passereau de la famille des Pycnonotidae.

## Répartition
Il se trouve en Angola, République démocratique du Congo et Ouganda.

## Habitat
Son habitat naturel est les forêts humides subtropicales ou tropicales.

## Systématique
La BirdLife International l'a classé comme une sous-espèce du Bulbul ictérin en 2008.